# Ö
Das Ö (kleingeschrieben ö) ist ein Buchstabe des lateinischen Schriftsystems. Er besteht aus einem O mit Trema oder Umlaut.

## Umlaut Ö
Das O mit Umlaut wurde erst als OE geschrieben. Später entwickelte sich daraus ein O mit einem kleingeschriebenen E darüber (Oͤ/oͤ). In der Kurrentschreibschrift wurde das e in zwei kurzen, senkrechten Strichen dargestellt, welche mit der Zeit zu zwei Punkten stilisiert wurden.
Im deutschen Alphabet ist das Ö kein eigenständiger Buchstabe, sondern ein umgelautetes O. Es hat zwei verschiedene Aussprachen: einmal ein langes Ö wie in Höhle (IPA: øː), und ein kurzes Ö wie in Hölle (IPA: œ). Falls das Ö nicht verfügbar ist, wird es als oe ausgeschrieben.

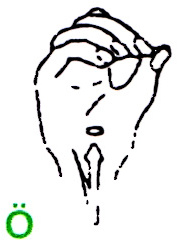
Buchstabe Ö im Fingeralphabet (Deutschland, Österreich, Luxemburg)

Das Fingeralphabet für Gehörlose bzw. Schwerhörige stellt den Buchstaben Ö dar, indem der Daumen und restliche Finger einen geschlossenen Kreis bilden und die Hand eine kurze Bewegung nach unten ausführt.

## Buchstabe Ö
Im Finnischen und Estnischen ist das Ö ein eigenes Graphem und kein O mit Umlaut. Es kann auch nicht als oe ausgeschrieben werden, falls das Zeichen nicht verfügbar ist, da ö und oe bedeutungsentscheidend sind (z. B. bedeutet eläinkö „Tier?“, aber eläinkoe „Tierversuch“). Die Aussprache ist stets [øː].
Im Ungarischen steht das Ö für den Laut [ø]. Im Türkischen steht das Ö für den Laut [œ]. Im Aserbaidschanischen steht das Ö für denselben Laut und ersetzt den Buchstaben Ɵ, der vor 1939 verwendet wurde. Im Krimtatarischen stellt das Ö den Laut [ø] dar.
Im Isländischen ist das Ö der letzte Buchstabe im Alphabet und steht für ein kurzes [œ].
Im Schwedischen ist das Ö ebenfalls der letzte Buchstabe im Alphabet und kann eine Vielzahl von Phonemen darstellen, nämlich den Laut [œ], [øː], und ein langes offenes [œː]. Das Ö entspricht dem Ø der anderen skandinavischen Sprachen.

## Trema Ö
Im Niederländischen ist der Buchstabe ö die Schreibweise für ein O mit einem (manchmal nur fakultativ gesetzten) Trema. Dieses zeigt die von einem vorausgehenden Vokal separierte Aussprache des Buchstabens O an, in der Regel abgesetzt durch einen Knacklaut. So ist beispielsweise in dem niederländischen Wort coördinatie („Koordination“) das zweite O mit einem Trema versehen, um die Aussprache ko-ordinazi anzuzeigen (wobei zwischen den beiden Vokalen ein Knacklaut gesprochen wird) und eine verbundene Aussprache in Form eines langen „O“ auszuschließen.

## Darstellung auf dem Computer
Unicode enthält das Ö an den Codepunkten U+00D6 (Großbuchstabe) und U+00F6 (Kleinbuchstabe). Dieselben Stellen belegt das Zeichen u. a. in ISO 8859-1.
In TeX kann man das Ö bzw. ö im Textsatz mit den Befehlen \"O und \"o sowie im mathematischen Satz mit \ddot O und \ddot o einfügen. Mit dem Paket german.sty oder mit dem Paket babel vereinfacht sich die Eingabe der deutschen Umlaute zu "a, "o und "u. Durch Angabe einer passenden Option zum Paket inputenc ist es auch möglich, die Umlaute im Textmodus direkt einzugeben.
In HTML gibt es die benannten Zeichen &Ouml; für das Ö und &ouml; für das ö.
Unter Windows kann man das große Ö auch durch die Kombination Alt+153, das kleine ö durch die Kombination Alt+148 eingeben.
Das alte deutsche Oͤ/oͤ kann mit U+0364 COMBINING LATIN SMALL LETTER E (Unicodeblock Kombinierende diakritische Zeichen –  &#x0364; dem jeweiligen Buchstaben nachgestellt) gesetzt werden.

### Personennamen mit Ö
Personen mit Sonderzeichen im Namen haben häufig Probleme, da viele elektronische Systeme diese Zeichen nicht verarbeiten können und man auf Umschreibungen (z. B. ae, oe, ue, ss) ausweichen muss. Gerade in Personalausweisen und Reisepässen ist der Name dann in zweierlei Weise geschrieben, einmal richtig und in der maschinenlesbaren Zone (MRZ) mit Umschrift, was besonders im Ausland für Verwirrung und Verdacht auf Dokumentenfälschung sorgt. Österreichische Ausweisdokumente können (müssen aber nicht) eine Erklärung der deutschen Sonderzeichen (auf Deutsch, Englisch und Französisch, z. B. 'ö' entspricht / is equal to / correspond à 'OE') beinhalten.
Das deutsche Namensrecht (Nr. 38 NamÄndVwV) erkennt Sonderzeichen im Familiennamen als Grund für eine Namensänderung an (auch eine bloße Änderung der Schreibweise, z. B. von Schröder zu Schroeder, gilt als solche). Am 1. Oktober 1980 stellte das Bundesverwaltungsgericht noch einmal fest, dass die technisch bedingte fehlerhafte Wiedergabe von Sonderzeichen auf elektronischen Systemen ein wichtiger Grund für die Änderung des Familiennamens sein kann (der Kläger wollte die Schreibweise seines Namens von Götz in Goetz ändern, war aber damit zunächst beim Standesamt gescheitert; Aktenzeichen: 7 C 21/78).